# Dogstar – Hunde im Weltraum
Dogstar – Hunde im Weltraum (englischer Titel: Dogstar) ist eine australisch-deutsche Zeichentrickserie, die von 2006 bis 2011 produziert wurde.

## Handlung
Im Jahr 2347 wurde die Erde nach jahrhundertelanger Umweltzerstörung so sehr heruntergewirtschaftet, dass die Menschheit auf eine neue künstlich erschaffene (hier als „Neuwelt“ bezeichnet) umziehen muss. Das Raumschiff Dogstar ist zuständig für den Transport aller Hunde und wird von zwei sich ständig streitenden Robotern geleitet. Bei der Reise verliert das Raumschiff den Kurs und verschwindet spurlos im All. Die zwei Kinder der Familie Clark, Glenn und Simone, können sich damit nicht abfinden und wollen zusammen mit ihrer Oma den Familienhund Hobart wiederfinden. Dafür leihen sie sich den Umzugsfrachter ihres Vaters Glorius aus und machen sich auf die Suche. Jedoch will sie der Erfinder und Unternehmer Bob Santino, der durch den Verkauf künstlicher Roboterhunden reich und erfolgreich wurde, mit allen Mitteln daran hindern.

## Produktion und Veröffentlichung
Die Serie wurde zwischen 2006 und 2007 produziert und entstand in deutsch-australischer Produktion. Dabei sind 26 Folgen entstanden. Regie führte Aaron Davies. Am Drehbuch beteiligten sich Philip Dalkin, Brendan Luno und Doug MacLeod. Die Musik stammt von Yuri Worontschak. Die Produktion übernahmen Screen West Inc., Film Finance Corp. Aust. Ltd., Nine Network, Film Victoria und Media World.
Die Serie wurde in zwei Staffeln ausgestrahlt. Die ersten 26 Folgen wurden vom 4. September 2006 bis 16. Juli 2007 von Nine Network ausgestrahlt. Die deutsche Erstausstrahlung der ersten Staffel (26 Folgen) fand am 6. Juni 2007 auf KIKA satt. Weitere Ausstrahlungen erfolgten außerdem auf 3sat, Junior und TV24.
Eine zweite Staffel folgte vom 30. März bis 19. September 2011, wurde jedoch nicht auf Deutsch gezeigt.

## Synchronisation
Die deutsche Bearbeitung fand bei Film- & Fernseh-Synchron in München statt, verantwortlicher Redakteur des ZDF war Jörg von den Steinen.
| Charakter     | Sprecher(in)          | Originalsprecher(in) |
| ------------- | --------------------- | -------------------- |
| Glenn Clark   | Paul Sedlmeier        | Brandon Burns        |
| Simone Clark  | Tatjana Pokorny       | Kate McLennan        |
| Lincoln Clark | Sabine Bohlmann       | Emma Leonard         |
| Gemma         | Shandra Schadt        | Roslyn Oades         |
| Omi           | Marion Hartmann       | Beverley Dunn        |
| Bob Santino   | Christoph Jablonka    | Henry Maas           |
| Dino Santino  | John-Alexander Döring | Simone Ray           |
| Alice         | Sonja Reichelt        | Marg Downey          |
| Zipp          | Patrick Schröder      | Matt Tilley          |

## Episodenliste

### Staffel 1
| Nr. | deutscher Titel                 | englischer Titel      | engl. Erstausstrahlung | dt. Erstausstrahlung |
| --- | ------------------------------- | --------------------- | ---------------------- | -------------------- |
| 1   | Spurlos verschwunden            | A Dog’s Tale          | 4. September 2006      | 06. Juni 2007        |
| 2   | Die Schule für Hochbegabte      | Obedience School      | 18. September 2006     | 02. Januar 2011      |
| 3   | Gefangen auf dem Planeten       | Fetch                 | 11. September 2006     | 07. Juni 2007        |
| 4   | Eine haarfeine Spur             | Pedigree              | 25. September 2006     | 16. Januar 2011      |
| 5   | Kampf um Ketra                  | Dogfight              | 2. Oktober 2006        | 08. Juni 2007        |
| 6   | Kaufrausch                      | Dog Ears              | 9. Oktober 2006        | 03. Oktober 2007     |
| 7   | Vom Leben als Außenseiter       | Underdogs             | 16. Oktober 2006       | 11. Juni 2007        |
| 8   | Bumba ist geklaut               | Sit Drop Stay         | 23. Oktober 2006       | 13. Februar 2011     |
| 9   | Der Hundestaat                  | The Beagle Has Landed | 30. Oktober 2006       | 12. Juni 2007        |
| 10  | Hobarts Geheimnis               | Sick As A Dog         | 6. November 2006       | 27. Februar 2011     |
| 11  | Verliebt – verfolgt – verflixt! | Puppy Love            | 13. November 2006      | 13. Juni 2007        |
| 12  | Probleme im Sonderangebot!      | Running With The Pack | 20. November 2006      | 03. Juli 2007        |
| 13  | Die Monster sind los!           | Dog Day Afternoon     | 27. November 2006      | 14. Juni 2007        |
| 14  | Verglüht mal schön!             | Dog Show              | 16. April 2007         | 05. Juli 2007        |
| 15  | Die Gladiatoren von Ruca        | Old Dog New Tricks    | 23. April 2007         | 15. Juni 2007        |
| 16  | Alle gegen Gemma                | Hounded               | 30. April 2007         | 09. Juli 2007        |
| 17  | Der kluge Planet Mensa          | Smart Dog             | 7. Mai 2007            | 18. Juni 2007        |
| 18  | Verrückte Hunde                 | Dog Gone              | 14. Mai 2007           | 10. Juli 2007        |
| 19  | Helden mit lockeren Schrauben   | Chasing Your Tail     | 21. Mai 2007           | 19. Juni 2007        |
| 20  | Die Hochzeitsfalle              | Dog Leg               | 4. Juni 2007           | 11. Juli 2007        |
| 21  | Werbestars gesucht              | Top Dog               | 11. Juni 2007          | 20. Juni 2007        |
| 22  | Die Traumkammer                 | Sleeping Dogs         | 18. Juni 2007          | 22. Mai 2011         |
| 23  | Die Rache des Riesenkaters      | Dogged Determination  | 25. Juni 2007          | 21. Juni 2007        |
| 24  | Der falsche Schein              | Off Lead Area         | 2. Juli 2007           | 05. Juni 2011        |
| 25  | In großer Gefahr                | Man Bites Dog         | 9. Juli 2007           | 22. Juni 2007        |
| 26  | Die Rückkehr                    | Tail’s End            | 16. Juli 2007          | 19. Juni 2011        |

### Staffel 2
| Nr. | englischer Titel                        | engl. Erstausstrahlung |
| --- | --------------------------------------- | ---------------------- |
| 1   | Public Enemy Number One                 | 30. März 2011          |
| 2   | The Quick and the Dog                   | 6. April 2011          |
| 3   | Fred Ward                               | 13. April 2011         |
| 4   | Even Deeper Impact                      | 20. April 2011         |
| 5   | Father's Day                            | 27. April 2011         |
| 6   | Absent Friends                          | 3. Mai 2011            |
| 7   | Robbie                                  | 10. Mai 2011           |
| 8   | The Big Bang                            | 17. Mai 2011           |
| 9   | Little Boy Lost                         | 24. Mai 2011           |
| 10  | Fatal Attraction                        | 31. Mai 2011           |
| 11  | Robot Revolution                        | 7. Juni 2011           |
| 12  | Twice The Excitement                    | 14. Juni 2011          |
| 13  | Dogtopia                                | 21. Juni 2011          |
| 14  | Game Time                               | 28. Juni 2011          |
| 15  | Mensamania                              | 4. Juli 2011           |
| 16  | Rockin' In The Flea World               | 11. Juli 2011          |
| 17  | The Greatest Superhero                  | 18. Juli 2011          |
| 18  | It's The End of the World As We Know It | 25. Juli 2011          |
| 19  | Robosauria                              | 1. August 2011         |
| 20  | Secrets And More Secrets                | 8. August 2011         |
| 21  | Persuasion                              | 15. August 2011        |
| 22  | The Good, The Bad and the Baba          | 22. August 2011        |
| 23  | Titanium Chef                           | 29. August 2011        |
| 24  | Reach Out And Touch Somebody's Paw      | 5. September 2011      |
| 25  | The Greening of Gavin                   | 12. September 2011     |
| 26  | Relative Dimensions in Space            | 19. September 2011     |